# P/2021 Q5 ATLAS
P/2021 Q5 ATLAS è una cometa periodica appartenente alla famiglia delle comete gioviane; la cometa è stata scoperta il 29 agosto 2021 dal programma di ricerca astronomica ATLAS.

## Particolarità orbitali
Unica caratteristica di questa cometa è di avere una piccola MOID col pianeta Giove di sole 0,035 UA. Questa particolarità comporta la possibilità di passaggi ravvicinati con Giove come quello avvenuto il 4 gennaio 2019 a sole 0,036 UA di distanza che l'ha immessa nell'orbita attuale o quello del 19 settembre 2030 a sole 0,028 UA che modificherà drasticamente l'orbita attuale.